# مارك فين
مارك فين (بالإنجليزية: Mark Finn)‏ (1 أكتوبر 1969، أبيلين في الولايات المتحدة)؛ روائي أمريكي.